# سیارک ۱۳۷۰۵۲
سیارک ۱۳۷۰۵۲ (به انگلیسی: 137052 Tjelvar، نامگذاری:1998VO33)۱۳۷۰۵۲مین سیارک کشف شده‌است که در ۱۵ نوامبر ۱۹۹۸ کشف شد.